# Neffos X1 Lite
Neffos X1 Lite — смартфон компанії TP-Link, який був анонсований у 2017 році, як спрощена модель Neffos X1. Телефон позиціюється як бюджетний варіант, але за своїми технічними характеристиками він займає найвищі позиції в рейтингу недорогих смартфонів.

## Зовнішній вигляд
Випускається у 2 кольорах: золотий (Sunrise Gold) та світло сірий (Cloudy Gray). Корпус виконаний з пластику.
Розміри: ширина 71.2 мм, довжина 142.6 мм, товщина 8.5 мм, вага 138 грамів.

## Апаратне забезпечення
Neffos X1 Lite побудовано на базі MediaTek MT6750, має 8 ядерний процесор, що включає 4 ядра Cortex-A53 з частотою 1.5 ГГц та 4 ядра Cortex-A53 1.0 ГГц. Графічне ядро — Mali-T860 (520 МГц).
Дисплей телефону має діагональ 5 дюймів та розділову здатністю 1280x720 (HD), співвідношення сторін 16:9. Екран має антиблікове покриття.
Внутрішня пам'ять складає 16 ГБ, оперативна — 2 ГБ. Телефон має комбінований слот для microSD картки, що дозволяє розширити пам'ять до 128 Гб.
Акумулятор незнімний Li-Ion 2550 мА/г.
Основна камера 13 Мп з подвійним спалахом та автофокусом. Фронтальна камера 5 Мп.

## Програмне забезпечення
Neffos X1 Lite працює на операційній системі Android 7.0.
Підтримує стандарти зв'язку: 4G LTE; 3G UMTS, WCDMA; 2G EDGE.
Бездротові інтерфейси: Wi-Fi 802.11a/b/g/n, 2.4 ГГц, 5 ГГц, Bluetooth: 4.1.
Смартфон підтримує навігаційні системи: GPS та ГЛОНАСС.
Підтримка аудіоформатів: MP3,AAC, WAV, M4A, OGG, OGA, AMR, AWB, FLAC, MID, MIDI, XMF, IMY, RTTTL, RTX, OTA, MP4,3GP. Має подвійний мікрофон і вихід для навушників.
Формати відео: M4V, MP4, MOV, AVI, 3GP, 3G2, FLV, MKV, WEBM.
Телофон має дактилоскопічний датчик, компас, акселерометр, датчики освітлення і наближення.